# 大衛·潘湯
潘汤（David Morrieson Panton，1870年—1955年）英国著名的圣经教师。

## 萨里教堂的牧师
1870年生在牙买加，父亲是圣公会的会吏长。1885年赴英国学习法律。在大学时代，受到敬虔教师莱贝斯德（Labarestier）的影响，放弃了法律专业，改读神学。
1854年，大解经家郭维德（Robert Govett，1813－1901）在诺里奇市（Norwich）创办了一所不属任何宗派的萨里教堂（Surrey Chapel）。1901年，郭维德去世，潘汤就接续郭维德担任诺里奇市的牧师职务。（1901－1941）
1955年5月20日去世。 他一生未婚，过着简单寄居的生活。

## 《晨光报》（DAWN）
编辑《晨光报》（DAWN）月刊（1924－1955），内容包括
- 今时展望——根据圣经中的预言评论世界和基督教。
- 潘汤信息
- 郭维德信息——郭维德对圣经详细的注解。
- 其他作者文章
- 福音插曲——鼓励读者传扬福音

## 著作
- *《基督的审判台》 （The Judgment Seat of Christ）
- *《被提》 （Rapture）

强调信徒的「责任」和「交账」。鼓励信徒奉献一生，过警醒预备的得胜的生活，等候被提得赏赐。 

## 世界性的影响
带领倪柝声的和受恩（M. E. Barber）教士，也深受潘汤的影响。

## 链接
- 萨里教堂（Surrey Chapel）： （页面存档备份，存于）